# República Dominicana nos Jogos Olímpicos de Verão de 2008
A República Dominicana competiu nos Jogos Olímpicos de Verão de 2008, em Pequim, na China.

## Medalhistas
| Atleta            | Esporte   | Evento                  | Medalha |
| ----------------- | --------- | ----------------------- | ------- |
| Manuel Félix Díaz | Boxe      | Peso meio-médio-ligeiro | Ouro    |
| Gabriel Mercedes  | Taekwondo | Até 58 kg masculino     | Prata   |

## Desempenho

### Atletismo
| Atleta                                                        | Prova                         | Eliminatórias | Eliminatórias | Eliminatórias | Semi-finais | Semi-finais | Semi-finais | Final       | Final       |
| Atleta                                                        | Prova                         | Tempo         | Pos.          | Total         | Tempo       | Pos.        | Total       | Tempo       | Pos.        |
| ------------------------------------------------------------- | ----------------------------- | ------------- | ------------- | ------------- | ----------- | ----------- | ----------- | ----------- | ----------- |
| Arismendy Peguero                                             | 400 m masculino               | 46.28         | 6             | 36            | Não avançou | Não avançou | Não avançou | Não avançou | Não avançou |
| Félix Sánchez                                                 | 400 m com barreiras masculino | 51.10         | 5             | 22            | Não avançou | Não avançou | Não avançou | Não avançou | Não avançou |
| Carlos Yohelin Santa Arismendy Peguero Pedro Mejia Yoel Tapia | Revezamento 4x400 m masculino | 3:04.31       | 8             | 16 SB         | Não avançou | Não avançou | Não avançou | Não avançou | Não avançou |

### Boxe
A República Dominicana classificou seis boxeadores para o torneio olímpico de boxe. Nunez foi o único que se classificou no campeonato mundial de 2007. Payano classificou-se no primeiro torneio qualificatório das Américas. Os outros quatro boxeadores classificaram-se no segundo torneio qualificatório do continente.
| Atleta                 | Prova                   | Ronda dos 32             | Ronda dos 16           | Quartos-finais         | Semi-finais            | Final                  | Pos.            |
| Atleta                 | Prova                   | Adversário e resultado   | Adversário e resultado | Adversário e resultado | Adversário e resultado | Adversário e resultado | Pos.            |
| ---------------------- | ----------------------- | ------------------------ | ---------------------- | ---------------------- | ---------------------- | ---------------------- | --------------- |
| Winston Mendez         | Peso mosca-ligeiro      | KEN Bilali V 9-3         | THA Ruanroeng D 3-7    | Não avançou            | Não avançou            | Não avançou            | Não avançou     |
| Juan Carlos Payano     | Peso mosca              | FRA Thomas V 10-6        | ITA Picardi D 4-8      | Não avançou            | Não avançou            | Não avançou            | Não avançou     |
| Roberto Navarro        | Peso pena               | ECU Porozo D 3-+3        | Não avançou            | Não avançou            | Não avançou            | Não avançou            | Não avançou     |
| Manuel Félix Díaz      | Peso meio-médio-ligeiro | ARM Hambardzumyan V 11-4 | IRL Joyce V +11-11     | IRI Sepahvand V 11-6   | FRA Vastine V 12-10    | THA Boonjumnong V 12-4 | Medalha de ouro |
| Gilbert Lenin Castillo | Peso meio-médio         | UKR Strets'kyy D 6-9     | Não avançou            | Não avançou            | Não avançou            | Não avançou            | Não avançou     |
| Argenis Nunez          | Peso médio              | Bye                      | VEN Blanco D 7-18      | Não avançou            | Não avançou            | Não avançou            | Não avançou     |

### Halterofilismo
| Atleta              | Prova           | Arranque  | Arranque | Arremesso | Arremesso | Total | Pos. |
| Atleta              | Prova           | Resultado | Pos.     | Resultado | Pos.      | Total | Pos. |
| ------------------- | --------------- | --------- | -------- | --------- | --------- | ----- | ---- |
| Yudelquis Maridalin | -53 kg feminino | 93        | 4        | 111       | 5         | 204   | 5    |

### Judô
| Atleta       | Prova   | Fase Preliminar        | Ronda dos 32                 | Ronda dos 16           | Quartos-finais         | Semi-finais            | Repescagem               | Repescagem             | Repescagem             | Final                  |
| Atleta       | Prova   | Fase Preliminar        | Ronda dos 32                 | Ronda dos 16           | Quartos-finais         | Semi-finais            | Primeira Ronda           | Quartos-finais         | Semi-finais            | Final                  |
| Atleta       | Prova   | Adversário e resultado | Adversário e resultado       | Adversário e resultado | Adversário e resultado | Adversário e resultado | Adversário e resultado   | Adversário e resultado | Adversário e resultado | Adversário e resultado |
| ------------ | ------- | ---------------------- | ---------------------------- | ---------------------- | ---------------------- | ---------------------- | ------------------------ | ---------------------- | ---------------------- | ---------------------- |
| Juan Jacinto | −66 kg  | Bye                    | JPN Uchishiba D 0-1001       | Não avançou            | Não avançou            | Não avançou            | IRI Miresmaeili D 0-1001 | Não avançou            | Não avançou            | Não avançou            |
| Teófilo Diek | −100 kg | Bye                    | CAN Morgan D 1001-0000       | Não avançou            | Não avançou            | Não avançou            | Não avançou              | Não avançou            | Não avançou            | Não avançou            |
| María García | −52 kg  | Bye                    | BRA A. Fernandes V 0010-0001 | KOR Kim D 0000-1003    | Não avançou            | Não avançou            | Não avançou              | Não avançou            | Não avançou            | Não avançou            |

### Natação
| Atleta        | Prova                | Eliminatórias | Eliminatórias | Semi-final  | Semi-final  | Final       | Final       |
| Atleta        | Prova                | Tempo         | Pos.          | Tempo       | Pos.        | Tempo       | Pos.        |
| ------------- | -------------------- | ------------- | ------------- | ----------- | ----------- | ----------- | ----------- |
| Jacinto Ayala | 50 m livre masculino | 22.57         | 34            | Não avançou | Não avançou | Não avançou | Não avançou |

### Taekwondo
| Atleta           | Prova           | Ronda Preliminar       | Quartos-finais         | Semi-finais            | Repescagem Quartos-finais | Repescagem Semi-finais | Final                  | Pos.             |
| Atleta           | Prova           | Adversário e resultado | Adversário e resultado | Adversário e resultado | Adversário e resultado    | Adversário e resultado | Adversário e resultado | Pos.             |
| ---------------- | --------------- | ---------------------- | ---------------------- | ---------------------- | ------------------------- | ---------------------- | ---------------------- | ---------------- |
| Gabriel Mercedes | 58 kg masculino | POR Póvoa V 3-0        | TPE Mu-Yen V 3-2       | ESP Ramos V 3-2        |                           |                        | MEX Pérez D 1-1        | Medalha de prata |

### Tênis de mesa
Individual
| Atleta    | Prova     | Ronda Preliminar       | Ronda 1                | Ronda 2                     | Ronda 3                | Ronda 4                | Quartos-finais         | Semi-finais            | Final                  |
| Atleta    | Prova     | Adversário e resultado | Adversário e resultado | Adversário e resultado      | Adversário e resultado | Adversário e resultado | Adversário e resultado | Adversário e resultado | Adversário e resultado |
| --------- | --------- | ---------------------- | ---------------------- | --------------------------- | ---------------------- | ---------------------- | ---------------------- | ---------------------- | ---------------------- |
| Lin Ju    | Masculino |                        | POR Apolonia V 4-1     | ROU Crisan D 4-1            | Não avançou            | Não avançou            | Não avançou            | Não avançou            | Não avançou            |
| Lian Qian | Feminino  | CMR Fomum V 4-0        | THA Nanthana D 4-1     | Não avançou                 | Não avançou            | Não avançou            | Não avançou            | Não avançou            | Não avançou            |
| Wu Xue    | Feminino  |                        |                        | AUS Stephanie Xu Sang V 4-0 | SIN Wang Yue Gu V 4-1  | USA Gao Jun V 4-3      | CHN Guo Yue D 4-0      | Não avançou            | Não avançou            |

Equipes
Feminino
| Plantel                                | Fase de Grupos         | Fase de Grupos | Semi-final             | Final                  | Pos.        |
| Plantel                                | Adversário e resultado | Pos.           | Adversário e resultado | Adversário e resultado | Pos.        |
| -------------------------------------- | ---------------------- | -------------- | ---------------------- | ---------------------- | ----------- |
| Equipa: Lian Qian Joenny Valdez Wu Xue | AUT Áustria D 3-0      | 4 (g. A)       | Não avançou            | Não avançou            | Não avançou |
| Equipa: Lian Qian Joenny Valdez Wu Xue | CHN China D 3-0        | 4 (g. A)       | Não avançou            | Não avançou            | Não avançou |
| Equipa: Lian Qian Joenny Valdez Wu Xue | CRO Croácia D 3-1      | 4 (g. A)       | Não avançou            | Não avançou            | Não avançou |

### Tiro
| Atleta        | Prova           | Qualificação | Qualificação | Final       | Final       | Pos. |
| Atleta        | Prova           | Pts.         | Pos.         | Pts.        | Total       | Pos. |
| ------------- | --------------- | ------------ | ------------ | ----------- | ----------- | ---- |
| Julio Lembcke | Skeet masculino | 110          | 31           | Não avançou | Não avançou | 31   |

### Vela
| Atleta      | Prova           | Regata | Regata | Regata | Regata | Regata | Regata | Regata | Regata | Regata | Regata | Regata | Pts. | Pos. |
| Atleta      | Prova           | 1      | 2      | 3      | 4      | 5      | 6      | 7      | 8      | 9      | 10     | M      | Pts. | Pos. |
| ----------- | --------------- | ------ | ------ | ------ | ------ | ------ | ------ | ------ | ------ | ------ | ------ | ------ | ---- | ---- |
| Raul Aguayo | Laser masculino | 37     | 30     | 35     | 38     | 34     | 28     | 29     | 36     | 29     | CAN    | -      | 258  | 40   |

| M   | Regata da Medalha da qual só participam os dez primeiros colocados das regatas anteriores  |  |  | CAN | Regata cancelada |
| BFD | Desclassificado por bandeira preta (Black Flag Disqualified)                               |  |  |     |                  |
| UFD | Desclassificado por bandeira "U" (U Flag Disqualified)                                     |  |  |     |                  |
| OCS | Largada queimada (On the Course Side of the starting line)                                 |  |  |     |                  |
| DNE | Desclassificação sem eliminação (infração a um item do regulamento da prova – Did Not End) |  |  |     |                  |